# Mjatliukaeina
Mjatliukaeina es un género de foraminífero bentónico considerado un sinónimo posterior de Glomospirella de la subfamilia Ammovertellininae, de la familia Ammodiscidae, de la superfamilia Ammodiscoidea, del suborden Ammodiscina y del orden Astrorhizida. Su especie-tipo era Ammodiscus gaultinus. Su rango cronoestratigráfico abarcaba el Luteciense (Eoceno medio).

## Discusión
Clasificaciones previas incluían Mjatliukaeina en el suborden Textulariina del orden Textulariida.

## Clasificación
Mjatliukaeina incluye a las siguientes especies:
- Mjatliukaeina chapmani †
- Mjatliukaeina gaultinus †
- Mjatliukaeina tashkuranensis †